# Arabian Nights
Las mil y una noches (Arabian  Nights, título original en inglés) es una película de aventura de 1942 protagonizada por Sabu, María Montez, Jon Hall y Leif Erickson y dirigida por John Rawlins. La película es una adaptación muy libre del libro Las mil y una noches, pero su contenido se debe más a la imaginación de Universal Pictures que a la historia original. A diferencia de otras películas del género, no cuenta con monstruos ni elementos sobrenaturales.
La película es una de las series de cuentos "exóticos" lanzados por Universal durante los años de guerra. Otros títulos incluyen La reina de Cobra (Cobra Women, 1944), Alí Babá y los 40 ladrones (Ali Baba and the Forty Thieves, 1943) y La salvaje blanca (White Savage,1943). Esta es la primera película de los estudios Universal en utilizar el proceso del Technicolor.

## Argumento
La historia comienza en un harén (que curiosamente tiene vista al Taj Mahal, aunque se supone que se encuentra en Persia), donde el supervisor propone a las jóvenes leer la historia de Harún al-Rashid (Jon Hall) y su esposa Sheherazade (María Montez), desarrollando la trama de la película en el proceso.
Sheherazade, una bailarina en un circo ambulante propiedad de Ahmad (Billy Gilbert) —cuyo grupo también incluye a Simbad el Marino y Aladino, que al parecer han caído en tiempos difíciles—, había llamado la atención de Kamar (Leif Erickson), el hermano del califa Harun al-Rashid. En su obsesión con ella, y debido a una profecía que la había nombrado como la futura reina, Kamar había tratado de apoderarse del trono, pero fue capturado y condenado a muerte por la revelación. Mientras Haroun visita a su hermano, por el que siente compasión, los hombres de Kamar asaltan el palacio y liberan a su líder, superados en número, Haroun se ve obligado a huir. Se las arregla para acercarse a la plaza donde estaba actuando el circo de Sheherazade y es descubierto por el joven acróbata Ali Ben Ali (Sabu), que descubre su identidad y decide esconderlo en el circo, confiando sólo en Sheherazade (aunque no le dice a ella sobre la verdadera identidad del fugitivo). Al despertar de las heridas que había recibido durante su huida, Haroun contempla a Sheherazade y se enamora de ella al instante.
Mientras tanto, Kamar, pensando que Haroun está muerto, asume el trono de Bagdad, pero para su sorpresa Sheherazade no se encuentra, le ordena al capitán de su guardia (Turhan Bey) buscarla y encontrarla. Pero entonces el intrigante gran visir Nadan (Edgar Barrier) se acerca al capitán con el fin de hacer "desaparecer" a Sheherazade, y una vez los encuentran, el capitán decide venderlos como esclavos. Pero debido a un testigo que se encontraba en el área, el capitán fue descubierto, y con el fin de preservar sus planes, Nadan primero lo obliga a confesar y luego lo asesina.
Haroun, Sheherazade y los acróbatas se las arreglan para escapar de los corrales de esclavos y huir a la frontera, donde son encontrados por el ejército de Kamar y llevados a un campamento en el desierto. Kamar se declara a Sheherazade, pero ella se ha enamorado de Haroun. Además, Nadar conoce al califa y su afecto por Sheherazade y utiliza esto para chantajear a Sheherazade que lo ayude en sus propósitos: a cambio de la libertad de Haroun, ella envenenaría a Kamar durante la ceremonia de la boda, en la que Nadar asumiría la soberanía. Sin embargo, Nadar planeaba matar a Haroun una vez que haya cruzado la frontera.
Al enterarse de este insidioso plan, Ali confía en sus compañeros de circo, y se apresuran para liberar a Haroun; a continuación, Haroun decide liberar a Sheherazade con la ayuda de los acróbatas, mientras que Ali convoca a las tropas leales a él. Haroun y los otros son rápidamente capturados y Sheherazade y los criados conocen la verdadera identidad de Haroun. Kamar se enfrenta a su hermano en una lucha a espada, mientras que Ahmad y los acróbatas incendian las tiendas de campaña, la llegada de Ali y el ejército del califa desencadena una gran batalla con los hombres de Kamar.
Por último, mientras Kamar se prepara para darle el golpe final a Haroun, Nadan muestra su verdadera intenciones asesinando a Kamar personalmente. Pero mientras se prepara para terminar con Haroun, Ahmad y Ali interfieren, obligándole a huir. Sin embargo, le arrojan una lanza por la espalda y muere en una tienda de campaña en llamas; Haroun, Sheherazade, sus amigos y los leales súbditos celebran la victoria.

## Reparto
- Sabu - Alí Ben Alí
- Jon Hall - Harún al-Rashid, califa
- María Montez - Scheherazade
- Leif Erickson - Kamar, califa usurpador, hermanastro de Harún al-Rashid
- Edgar Barrier - Nadan, visir
- Richard Lane - Cabo
- Turhan Bey  - Capitán de la guardia
- John Qualen - Aladino
- Shemp Howard - Sinbad
- Wee Willie Davis - Valda
- Thomas Gomez - Hakim, traficante de esclavos
- Jeni Le Gon - doncella de Scheherezade
- Robert Greig - Eunuco
- Charles Coleman - Eunuco

## Premios
Fue nominada a cuatro Premios Óscar, Mejor Banda Sonora, Mejor Fotografía, Mejor Sonido y Mejor Dirección de Arte (Alexander Golitzen, Jack Otterson, Russell A. Gausman y Ira S. Webb).